# José Naranjo
José Naranjo, teljes nevén José Alberto Naranjo Rivera, (La Experiencia, 1926. március 19. – 2012. december 15., Guadalajara) mexikói válogatott labdarúgó, csatár.

## Karrierje
Teljes pályafutása során, vagyis 1944-től egészen 1960-ig a CD Oro játékosa volt.
A mexikói válogatottal összesen tizenhat meccse van, melyeken három gólt szerzett. Részt vett az 1950-es és az 1954-es vb-n is.
2012. december 15-én hunyt el, nyolcvanhat éves korában.

## Külső hivatkozások
- José Naranjo – a FIFA adatbázisában